# 오이즈미가쿠엔역
오이즈미가쿠엔역(일본어: 大泉学園駅, おおいずみがくえんえき)은 일본 도쿄도 네리마구에 있는 세이부 철도 이케부쿠로 선의 철도역이다.

## 타는 곳
| ↑ 샤쿠지이 공원 |
| \| 1 2 \|       |
| 호야 ↓          |

| 1 | ■ 이케부쿠로 선 | 네리마・이케부쿠로 ・○유라쿠초 선 신키바・ ○ 후쿠토신 선 시부야 방면 |
| 2 | ■ 이케부쿠로 선 | 히바리가오카・ 기요세・도코로자와・고테사시・한노방면                |

## 역세권 정보
- 북쪽 출입구(北口)
  - 다무라 제작소
  - 도에이 애니메이션
- 남쪽 출입구(南口)

## 역사
- 1924년 11월 1일: 히가시오이즈미역으로 영업 개시.
- 1933년 3월 1일: 역 명칭을 오이즈미가쿠엔역으로 변경.

## 사진

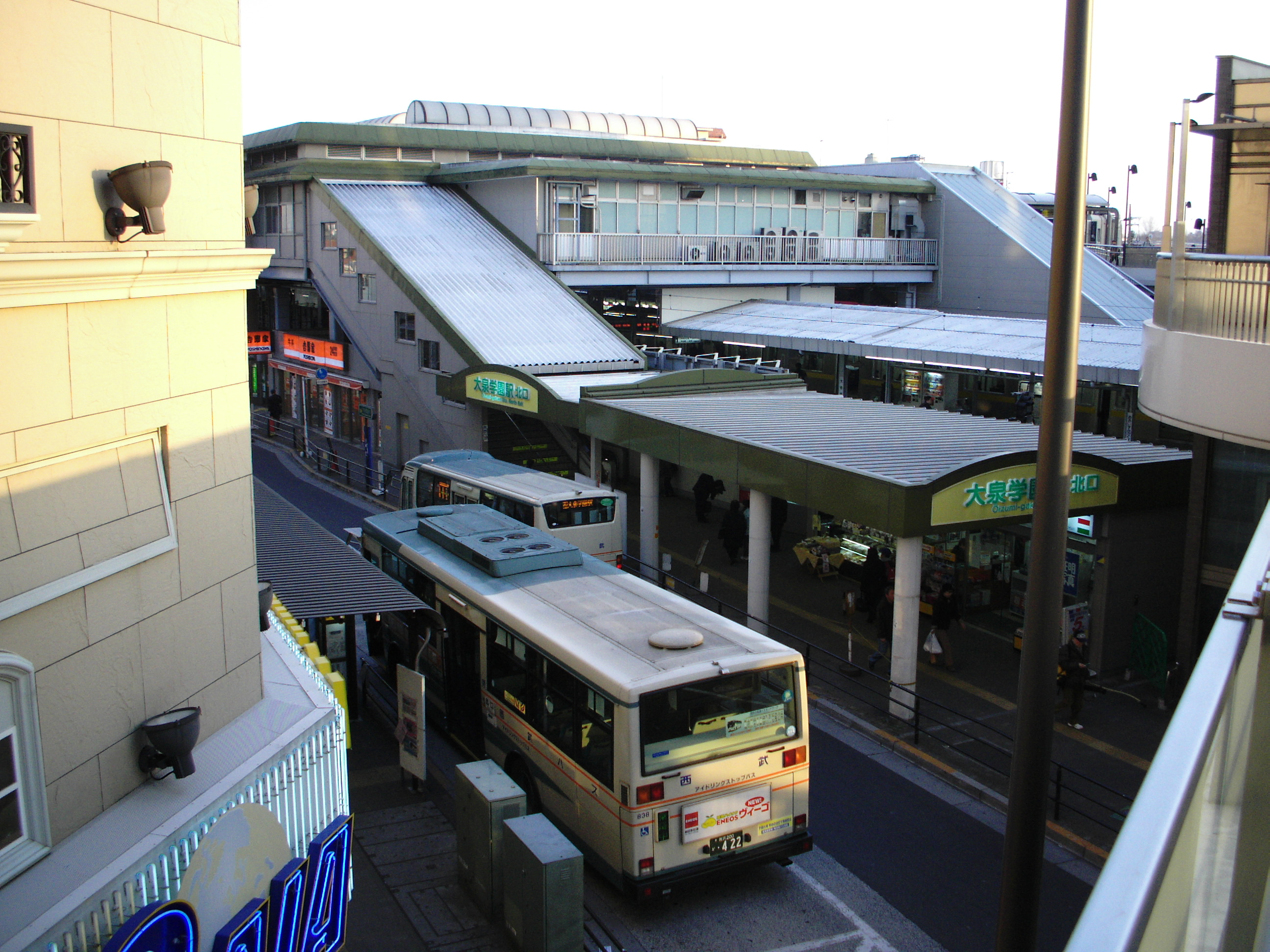
북쪽 모습
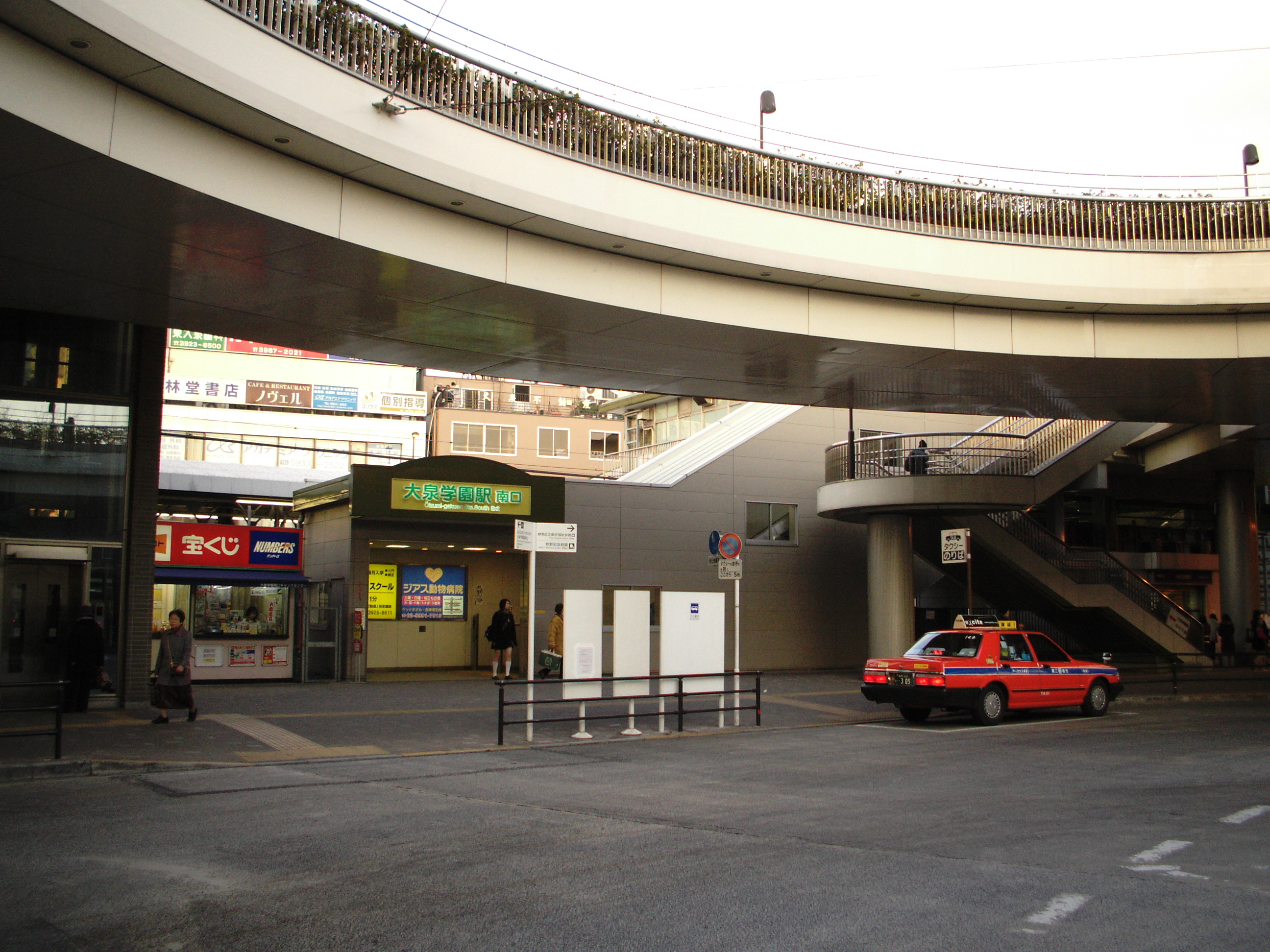
남쪽 출입구

## 인접역
| 세이부 철도■이케부쿠로 선                               | 세이부 철도■이케부쿠로 선           | 세이부 철도■이케부쿠로 선 |
| ------------------------------------------------------- | ----------------------------------- | ------------------------- |
| 샤쿠지이 공원 이케부쿠로, 신키바, 시부야, 요코하마 방면 | ■통근급행（상행선만）, ■준급, ■보통 | 호야 한노 방면            |
| 네리마 이케부쿠로 방면                                  | ■통근준급                           | 호야 한노 방면            |